# Eide

Wappen der Kommune Eide

Eide ist ein Ort und eine ehemalige norwegische Kommune in der Provinz (Fylke) Møre og Romsdal. Verwaltungssitz der Kommune war die gleichnamige Ortschaft. Im Zuge der Kommunalreform in Norwegen wurden Eide und Fræna zum 1. Januar 2020 zu Hustadvika zusammengelegt.

## Geographie
Eide, Ørjavik und Vevang waren die größten Ortschaften der Kommune, die an Averøy, Gjemnes und Fræna grenzte. Auf einer Fläche von 152 km² lebten 3433 Einwohner (Stand: 1. Januar 2019). Die Kommunennummer war 1551.

## Wirtschaft und Verkehr

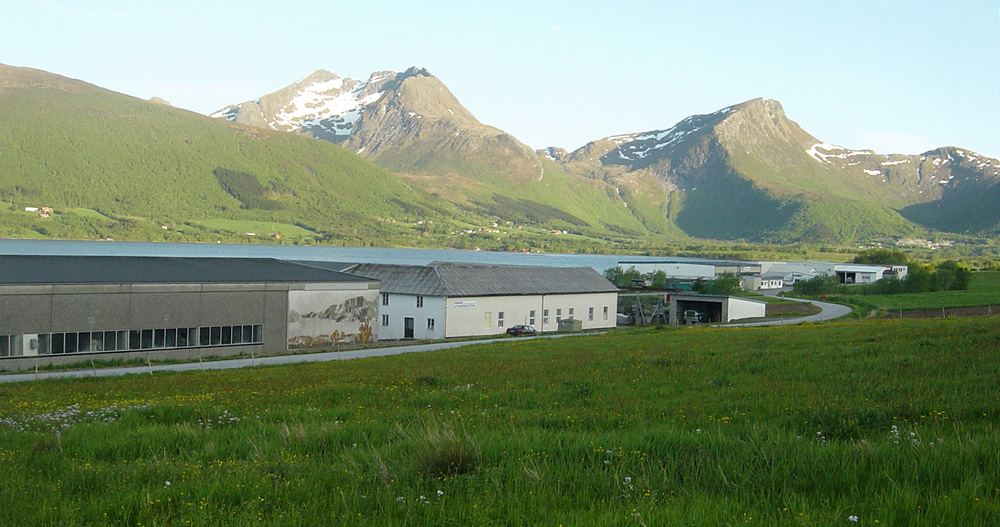
Die Steinindustrie in Eide

Wichtigster Wirtschaftszweig sind Steinbrüche und die Bearbeitung von Steinen. Bekannt ist Eide vor allem für Marmor. Die Steinverarbeitung hat in Eide eine Tradition die auf das Jahr 1904 zurückgeht, als Iver Rasmussen Eide als Erster begann, in Eide Kalkstein für Eisenbahn- und Straßenbrücken zu fördern. Nach dem Brand von Ålesund wurde die Stadt zu einem großen Teil mit Steinen aus Eide wiederaufgebaut. Unter anderem wurde die Kirche von Ålesund aus Eide-Marmor gebaut. 1918 begann man in Eide mit der Produktion von Grabsteinen. Heute hat Eides Steinindustrie auf diesem Gebiet in Norwegen einen Marktanteil von 40 %.
Die Reichsstraße 64 verbindet Eide mit Molde und Kristiansund.

## Sehenswürdigkeiten
- Atlanterhavsveien ist ein 1989 eröffneter Teil der Reichsstraße 64, der über acht Brücken Eide mit Averøy verbindet. Die Straße wurde 2005 zum „norwegischen Bauwerk des Jahrhunderts“ erklärt.